# Amiserica insperata
Amiserica insperata är en skalbaggsart som beskrevs av Brenske 1898. Amiserica insperata ingår i släktet Amiserica och familjen Melolonthidae. Inga underarter finns listade i Catalogue of Life.